# Moon Bay
Die Moon Bay (in Chile Bahía Luna) ist eine 11 km breite und 6 km lange Bucht an der Ostseite der Livingston-Insel im Archipel der Südlichen Shetlandinseln. Sie liegt zwischen dem Edinburgh Hill und dem Renier Point.
Die Bucht war den ersten Robbenjägern, die in den Gewässern um die Südlichen Shetlandinseln operierten, seit mindestens 1821 unter dem Namen Maggy’s Cove bekannt. Wissenschaftler der britischen Discovery Investigations nahmen 1935 Vermessungen der Bucht vor und benannten sie in Anlehnung an die Benennung der unweit entfernten Insel Half Moon Island.